# Murphy (Idaho)
Murphy – jednostka osadnicza (census-designated place), ośrodek administracyjny hrabstwa Owyhee, w południowo-zachodniej części stanu Idaho, w Stanach Zjednoczonych. W 2010 roku miejscowość liczyła 97 mieszkańców.
W miejscowości znajduje się biblioteka i muzeum historii hrabstwa Owyhee, a także lotnisko.